# 제2산악사단 (독일 국방군)
제2산악사단은 구 오스트리아군의 6 산악 사단과 독일계 산악병들로 이루어진, 1938년 나치 독일의 오스트리아 병합 후 1938년 4월 1일에 창설된, 주로 동부전선 최북방 지역에서 전투를 한 산악 사단이다.

## 부대 역사
1938년 나치 독일의 오스트리아 병합 이후 인스부르크에 주둔하고 있던 구 오스트리아군의 6 산악사단을 주축으로 창설되었으며 병사들은 주로 오스트리아의 티롤 지방이나 잘츠부르크 출신이었다.
창설 후 2 산악 사단은 발렌틴 퓨어스틴 (Valentin Feurstein) 중장의 지휘 아래 남부집단군에 소속되어 독일의 폴란드 침공중 폴란드 전역에서 싸웠다. 1940년 베저위붕 작전에 참여해 노르웨이 전역에 참전했다. 그 후 나르비크에서 영국군에게 포위된 3 산악 사단 구출 작전을 벌이기도 했다. 
1941년에는 노르웨이 산악군단 소속으로 핀란드의 랩랜드로 이동하여 바르바로사 작전의 일부로 소련의 북극 지방을 공격하는 은빛 여우 작전(Operation Silberfuchs)에 참가했다. 무르만스크를 목적으로 진격했으나 소련군의 강한 저항으로 실패했다. 1944년 말, 핀란드가 모스크바 휴전 협정으로 전쟁에서 나가자 소련군과 전투를 하며 노르웨이로 철수했다가 다시 덴마크로 이동되었다. 유럽 본토로 복귀하고 결원 인원이 충원되었다. 
1945년, 서부전선으로 배치되 사르-모젤 삼각지대에서 미군과 전투했다. 이 시기에 지휘관으로 있던 한스 데겐 중장이 부상을 입어 윌리발드 우츠 중장으로 교체되었다. 전쟁 초기의 2 산악 사단은 정예 사단이었으나 이 시점에서는 이미 전투력이 대부분 상실되었다. 연합군은 뷔르템부르크 근처에서 2 산악 사단을 격파했고, 생존자들은 미군에 항복했다.

## 역대 지휘관
- 발렌틴 퓨어스틴 (Valentin Feurstein) 중장 (1938년 4월 1일 – 1941년 3월 4일)
- 에른 슐레머 (Ernst Schlemmer) 중장 (1941년 3월 4일 – 1942년 3월 2일)
- 게오르그 리터 폰 헹글 (Georg Ritter von Hengl) 중장 (1942년 3월 2일 – 1943년 10월 23일)
- 한스 데겐 (Hans Degen ) 중장 (1943년 11월 1일 – 1945년 2월 6일)
- 한스 로흐만 (Hans Roschmann) 대령 (1945년 2월 6일 – 1945년 2월 9일)
- 윌리발드 우츠 (Willibald Utz) 중장 (1945년 2월 9일 – 독일의 항복까지)

## 기사십자장 수훈자
| 연도   | 날짜      | 이름                                               |
| ------ | --------- | -------------------------------------------------- |
| 1940년 | 6월 20일  | 아우구스트 조르코                                  |
| 1941년 | 8월 25일  | 게오르그 헨글                                      |
| 1941년 | 11월 19일 | 클라우스 뒤벨                                      |
| 1941년 | 11월 19일 | 아담 에브너                                        |
| 1942년 | 7월 23일  | 오토 쉬탐퍼                                        |
| 1944년 | 11월 26일 | 에른스트 쉬트라비츠 폰 그로스 자우케 운트 카미네츠 |
| 1945년 | 3월 11일  | 한스 데겐                                          |

## 같이 보기
- 제2차 세계 대전의 독일군 사단 목록
- 독일 육군 (제2차대전)